# Lethbridge
Lethbridge – miasto w Kanadzie, w południowej części prowincji Alberta, nad rzeką Oldman (dorzecze Saskatchewanu Południowego). Lethbridge jest czwartym pod względem wielkości miastem Alberty (po Calgary, stołecznym Edmonton i Red Deer). Miasto jest ośrodkiem handlu oraz przemysłu rolnego. W mieście rozwinął się przemysł spożywczy, maszynowy oraz elektroniczny. Posiada również uniwersytet. W pobliżu miasta znajduje się port lotniczy.
Liczba mieszkańców Lethbridge wynosi 74 637. Język angielski jest językiem ojczystym dla 86,7%, francuski dla 1,1% mieszkańców (2006).

## Sport
- Lethbridge Hurricanes – klub hokejowy

## Miasta partnerskie
- Anyang, Culver City, Timaszowsk, Towada